# Спортивна гімнастика на літніх Олімпійських іграх 2000 — Колода (жінки)
Фінал змагань у вправах на колоді в рамках турніру зі спортивної гімнастики на літніх Олімпійських іграх 2000 року відбувся 25 вересня 2000 року.

## Призери
| Золото           | Срібло                    | Бронза                  |
| Лі Суань · Китай | Катерина Лобазнюк · Росія | Олена Продунова · Росія |

## Фінал
| Місце | Гімнастка               | Результат |
| ----- | ----------------------- | --------- |
|       | Лі Суань (CHN)          | 9.825     |
|       | Катерина Лобазнюк (RUS) | 9.787     |
|       | Олена Продунова (RUS)   | 9.775     |
| 4     | Клаудія Пресекан (ROU)  | 9.750     |
| 5     | Тетяна Ярош (UKR)       | 9.712     |
| 6     | Марія Олару (ROU)       | 9.700     |
| 7     | Лін Цзе (CHN)           | 9.675     |
| 8     | Елайз Рей (USA)         | 9.387     |